# Rivière Perron
Pour les articles homonymes, voir Perron.
La rivière Perron est un affluent du ruisseau Milot, coulant dans le territoire non organisé de Passes-Dangereuses, dans la municipalité régionale de comté (MRC) de Maria-Chapdelaine, dans la région administrative de Saguenay–Lac-Saint-Jean, dans la province de Québec, au Canada,.
La vallée de la rivière Perron est desservie indirectement par la route forestière R0257 (sens nord-sud) pour les besoins de la foresterie et des activités récréotouristiques.
La foresterie constitue la principale activité économique du secteur ; les activités récréotouristiques sont accessoires considérant l’éloignement géographique et le manque de routes d’accès.
La surface de la rivière Perron est habituellement gelée de la fin novembre au début avril, toutefois la circulation sécuritaire sur la glace se fait généralement de la mi-décembre à la fin mars.

## Géographie
Les principaux bassins versants voisins de la rivière Perron sont :
- côté nord : Petit lac Bellemare, lac Bellemare, lac Malfait, rivière Mistassibi, rivière aux Oiseaux ;
- côté est : rivière Savard, Petite rivière Péribonka, lac des Cyprès ;
- côté sud : ruisseau Milot, rivière Savard, ruisseau Taillon, rivière Mistassini, rivière Mistassibi, rivière du Dépôt ;
- côté ouest : rivière Mistassibi, lac des Poissons Blancs, ruisseau de l’Écluse, lac aux Rats, rivière aux Rats[2].

La rivière Perron prend sa source à l’embouchure du lac non identifié (longueur : 0,5 km ; altitude : 202 m). L’embouchure du lac Savard est située à :
- 2,2 km au nord-est du cours de la rivière Mistassibi ;
- 5,8 km au sud-ouest de la route forestière R0257 ;
- 40,5 km au nord du centre-ville de Dolbeau-Mistassini ;
- 12,5 km au sud-ouest du lac Connelly ;
- 0,8 km au sud-ouest du Petit lac Bellemare ;
- 3,9 km au nord-ouest de l’embouchure de la rivière Perron[2].

À partir de sa source, la rivière Perron coule sur 5 km vers le sud-ouest entièrement en zone forestière, selon les segments suivants :
- 0,9 km vers le Sud en entrant en zone de marais, jusqu’à la décharge (venant du sud-ouest) de lacs non identifiés ;
- 1,8 km vers le sud-est en traversant une zone de marais et en courbant vers l’est, jusqu’à la décharge (venant du Nord) du lac Perron ;
- 2,4 km vers le sud-est en traversant une zone de marais, jusqu’à un ruisseau (venant du Nord) ;
- 2,4 km vers le sud-est, jusqu’à son embouchure[2].

La rivière Perron se déverse dans un coude de rivière sur la rive Ouest du ruisseau Milot. Cette confluence est située à :
- 2,7 km au nord-est du cours de la rivière Péribonka ;
- 2,8 km au nord-ouest de la confluence du ruisseau Milot et de la rivière Savard ;
- 4,9 km au nord de la confluence de la rivière Savard et de la rivière Mistassibi ;
- 37,0 km au nord de l’embouchure de la rivière Mistassibi (confluence avec la rivière Mistassini) ;
- 57,1 km au nord de l’embouchure de la rivière Mistassini (confluence avec le lac Saint-Jean)[4],[2].

À partir de l’embouchure de la rivière Perron, le courant descend le cours du ruisseau Milot sur 4,4 km vers le sud-est, le cours de la Rivière Savard sur 6,1 km vers le nord-est, le cours de la rivière Mistassibi sur 26,4 km vers le sud et le cours de la rivière Mistassini sur 22,7 km vers le sud-ouest. À l’embouchure de cette dernière, le courant traverse le lac Saint-Jean sur 42,7 km vers l’est, puis emprunte le cours de la rivière Saguenay vers l’est sur 155 km jusqu'à la hauteur de Tadoussac où il conflue avec le fleuve Saint-Laurent.

## Toponymie
Le terme « Perron » constitue un patronyme de famille d’origine française.
Le toponyme de « rivière Perron » a été officialisé le 5 décembre 1968 à la Banque des noms de lieux de la Commission de toponymie du Québec.